# The Hu
The Hu è un gruppo musicale folk metal mongolo formatosi nel 2016 a Ulan Bator.
Il nome del gruppo ("Hu") proviene dalla radice della parola uomo (in mongolo хүн, khün), inteso come essere umano.

## Storia del gruppo
Il gruppo si è formato nel 2016 dalla collaborazione dei membri e del loro produttore discografico B. "Dashka" Dashdondog. L’idea era nata circa cinque anni prima da quest’ultimo , il quale voleva creare delle canzoni commemorative per i suoi antenati, e aveva iniziato così a effettuare ricerche riguardo alla cultura musicale mongola.
Nell'autunno del 2018, i The Hu hanno pubblicato sul loro canale YouTube i video Yuve Yuve Yu e Wolf Totem, i quali hanno ottenuto milioni di visualizzazioni prima della pubblicazione del loro album.
A maggio del 2019, i membri del gruppo hanno incontrato il Presidente della Mongolia Khaltmaagiin Battulga, il quale si è congratulato con loro per aver promosso la Mongolia nel mondo.
Nell'estate dello stesso anno hanno partecipato a un tour di ventitré date in Europa e hanno pubblicato i video di Shoog Shoog e The Great Chinggis Khaan, assieme al quale hanno annunciato un tour di 53 date negli Stati Uniti.
Il 13 settembre 2019 è uscito il loro album di debutto The Gereg , pubblicato dalla casa discografica Eleven Seven Music.

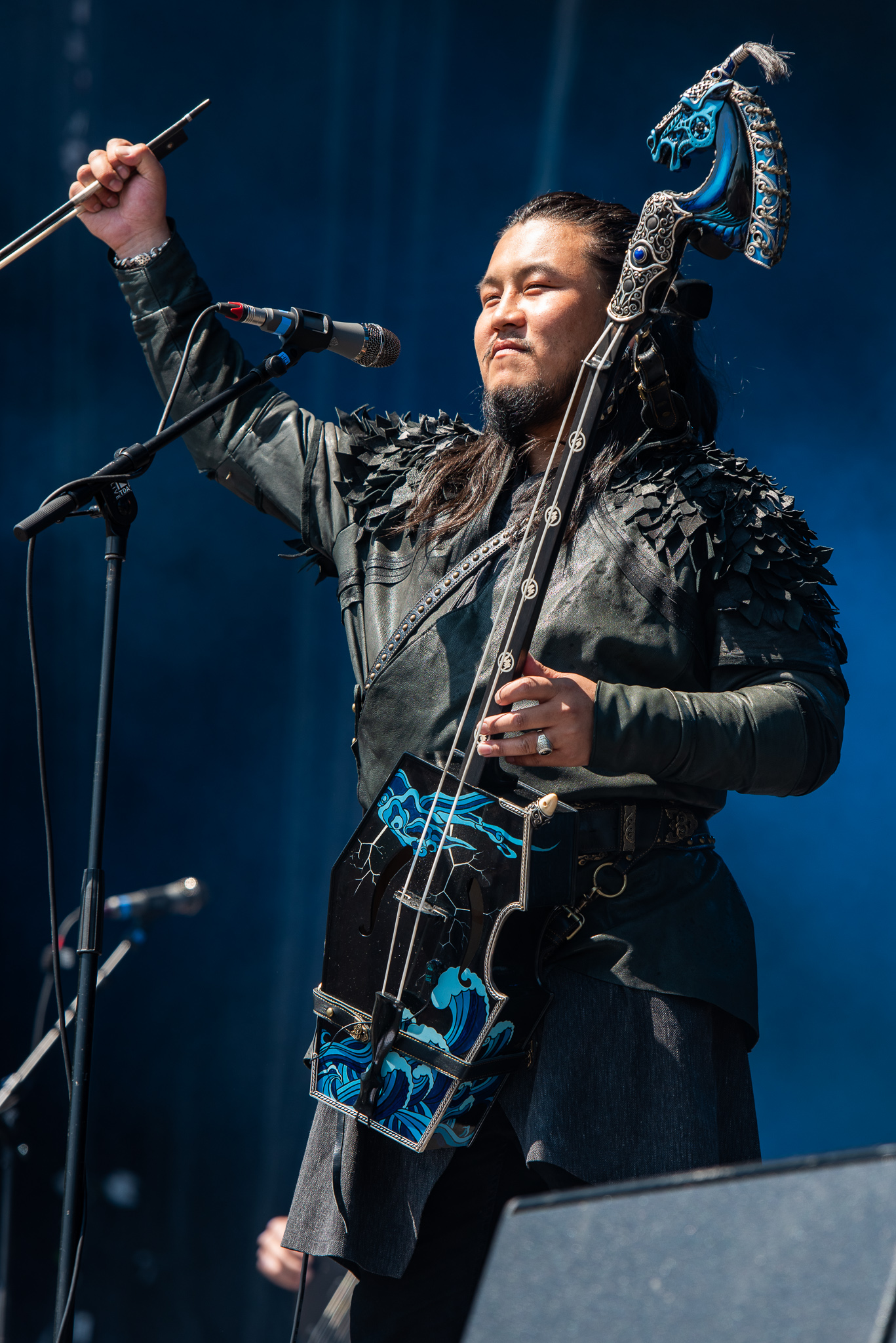
Galbadrakh Tsendbaatar, "Gala", al Rock im Park

Nei tre mesi successivi, durante il loro tour nord americano, sono usciti i remix dei brani Yuve Yuve Yu, con il cantante Danny Case dei From Ashes to New, e Wolf Totem, con il cantante Jacoby Shaddix dei Papa Roach. In più, il brano Black Thunder è stato inserito nella colonna sonora di Star Wars Jedi: Fallen Order.
Il 27 novembre 2019, il Presidente della Mongolia Khaltmaagiin Battulga ha conferito personalmente ai membri del gruppo l'Ordine di Genghis Khan, il più alto riconoscimento di stato del Paese, per la promozione della cultura musicale mongola nel mondo.
Il 1 maggio 2020 è uscito il remix di Song of Women, con la cantante Lzzy Hale degli Halestorm.
Il 12 maggio 2022 è stato pubblicato il video del singolo This Is Mongol, estratto dall'album Rumble of Thunder, in uscita il 2 settembre dello stesso anno.

## Musica

### Stile
Lo stile musicale, definito dai membri del gruppo come Hunnu Rock, rappresenta la fusione di diversi elementi, tra cui spiccano principalmente le sonorità dell’heavy metal e le caratteristiche del canto folkloristico mongolo, tra cui: l’uso del canto gutturale (o khoomei, una variante del Canto armonico) e l’impiego di strumenti tipici della Mongolia come il morin khuur (un arco con l’estremità superiore a forma di testa di cavallo), il tovshuur (un liuto con due o tre corde) e il tumur khuur (uno strumento simile allo scacciapensieri).
Come dichiarato in un'intervista, oltre alla cultura popolare mongola, su The Hu hanno influito anche Pink Floyd, Led Zeppelin, Metallica, Slipknot, Lamb of God e altri ancora.

### Testi
Барс ирвээс байлдан уралдъя

Заан ирвээс жанчилдан уралдъя

Хүн ирвээс хүчилдэн уралдъя»

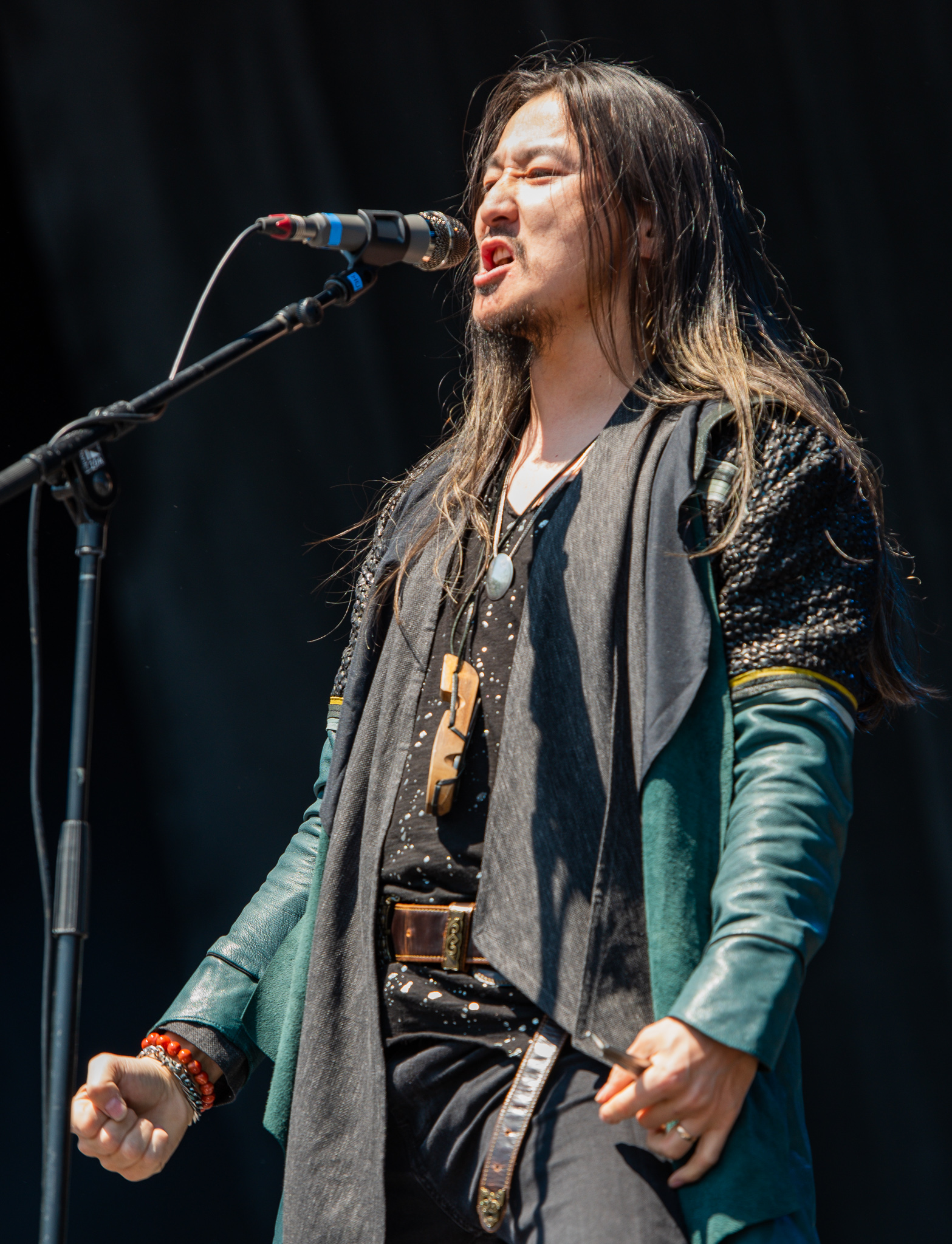
Nyamjantsan Galsanjamts, "Jaya", al Rock im Park

Se vengono le tigri, combatteremo e combatteremo

Se vengono gli elefanti, combatteremo per la rabbia

Se vengono gli umani, combatteremo e cancelleremo»
(Wolf Totem (The Gereg), The Hu, Eleven Seven Music)
Nei testi delle canzoni presenti nell'album The Gereg non si trova un tema unico. Essi variano da temi di guerra, come in Yuve Yuve Yu e Wolf Totem, a temi commemorativi, come in The Great Chinggis Khaan e a inni alla natura, come in Black Thunder (noto anche con il titolo originale Suugan Essena).

## Formazione

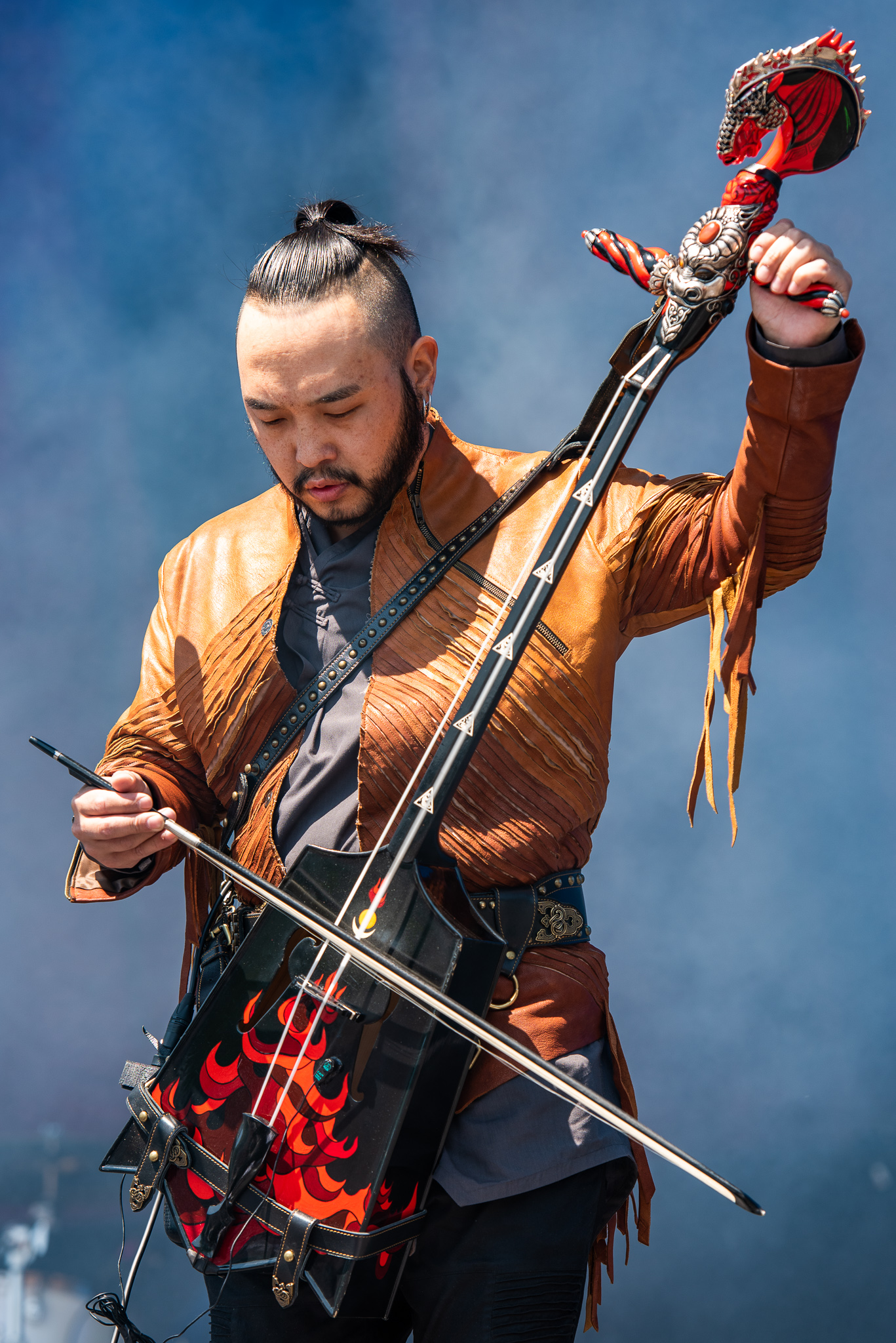
Enkhsaikhan Batjargal, "Enkush", al Rock im Park

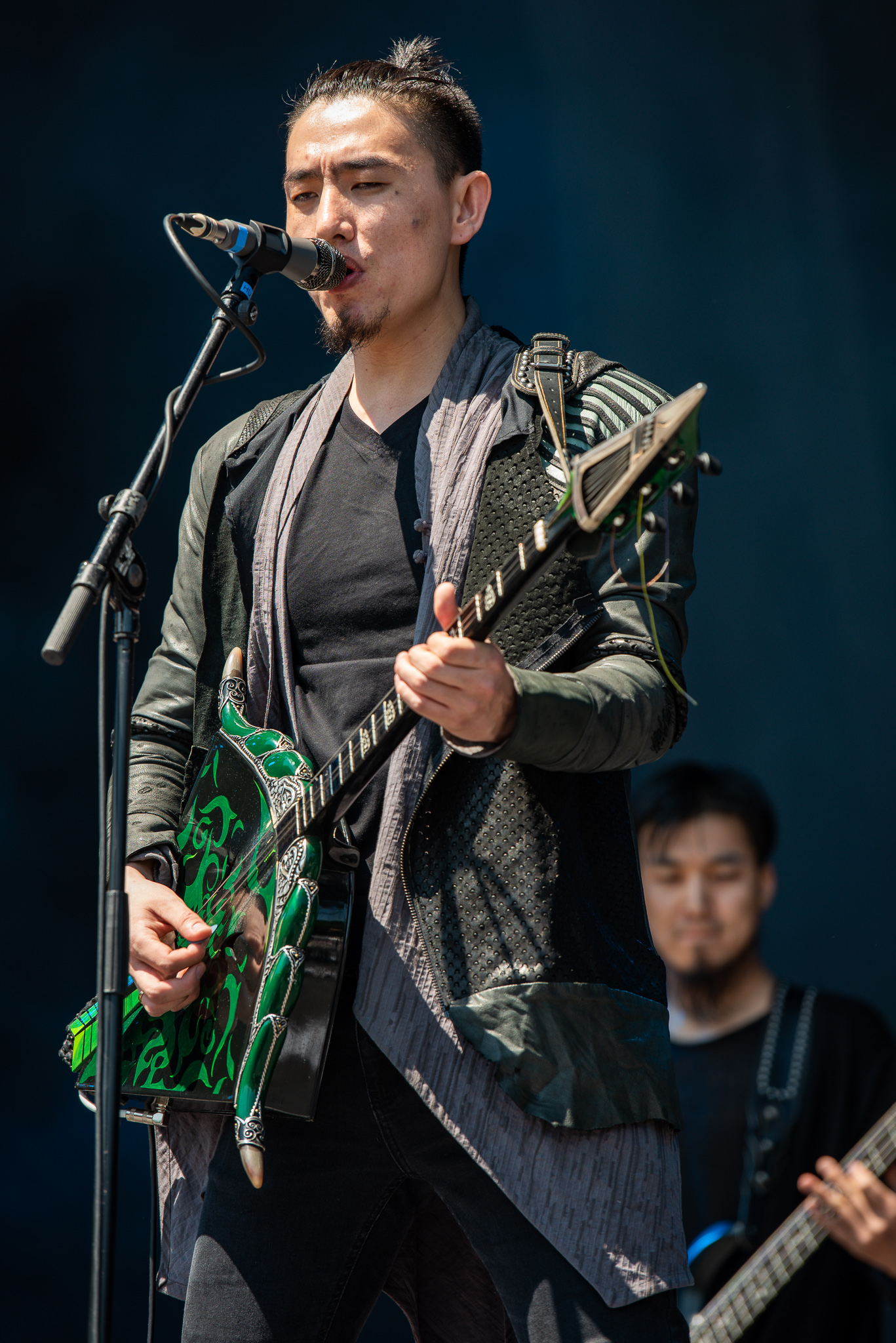
Temuulen Naranbaatar, "Temka", al Rock im Park

### Formazione attuale
- Galbadrakh Tsendbaatar, noto anche con lo pseudonimo di "Gala" – Morin Khuur, voce (2016-presente)
- Nyamjantsan Galsanjamts, noto anche con lo pseudonimo di "Jaya" – Tumur Khuur, Tsuur, voce (2016-presente)
- Enkhsaikhan Batjargal, noto anche con lo pseudonimo di "Enkush" – Morin Khuur, voce (2016-presente)
- Temuulen Naranbaatar, noto anche con lo pseudonimo di "Temka" – Tovshuur, cori (2016-presente)

### Turnisti
- Jambaldorj Ayush, noto anche con lo pseudonimo di "Jamba" – chitarra, cori (2019-presente)
- Batkhuu Batbayar – basso, cori (2019-presente)
- Unumunkh Maralkhuu, noto anche con lo pseudonimo di "Ono" – percussioni, Tumur Khuur, cori (2019-presente)
- Odbayar Gantumur, noto anche con lo pseudonimo di "Odko" – batteria (2019-presente)

## Discografia
- 2019 – The Gereg
- 2022 – Rumble of Thunder

## Riconoscimenti
- Ordine di Genghis Khan[10][11]